# Ичнянский район
Ичня́нский райо́н (укр. Ічнянський район) — упразднённая административная единица на юго-востоке Черниговской области Украины. Административный центр — город Ичня.

## Географическое положение
Ичнянский район расположен в южной части Черниговской области. С ним граничат Борзнянский, Нежинский, Прилукский, Сребнянский, Талалаевский, Бахмачский районы.
Площадь района — 1 576 км².
По территории района протекают реки: Бурымня, Иченька, Лысогор, Остёр, Смош, Удай, Черемошка.

## История
Ичнянский район создан в 1923 году. 21 января 1959 года к Ичнянскому району была присоединена часть территории упразднённого Иваницкого района. 17 июля 2020 года в результате административно-территориальной реформы район вошёл в состав Прилукского района.

## Население
Население района составляет 40 945 человек ( данные 2001 г.),
в том числе в городских условиях проживают 16 192 человека,
в сельских — 24 753.

## Административное устройство
Район включает в себя:
| - Городских советов: 1 - Поселковых советов: 1 - Сельских советов: 27 | - Городов: 1 - Посёлков городского типа: 2 - Посёлков: 7 - Сёл: 67 |

### Местные советы[5]
| - Ичнянский городской совет - Парафиевский поселковый совет - Андреевский сельский совет - Бакаевский сельский совет - Бельмачовский сельский совет - Бережовский сельский совет - Будянский сельский совет - Буромский сельский совет - Петрушовский сельский совет - Гмырянский сельский совет - Городнянский сельский совет - Гужовский сельский совет - Дорогинский сельский совет - Заудайский сельский совет - Ивангородский сельский совет | - Иваницкий сельский совет - Иржавецкий сельский совет - Крупичпольский сельский совет - Мартыновский сельский совет - Монастирищенский сельский совет - Ольшанский сельский совет - Припутновский сельский совет - Рожновский сельский совет - Сезьковский сельский совет - Тростянецкий сельский совет - Ступаковский сельский совет - Хаенковский сельский совет - Щуровский сельский совет - Южненский сельский совет |

### Населённые пункты[6]
| с. Августовка с. Андреевка с. Бакаевка с. Барбурское с. Барвинково с. Безбородьков с. Безводовка с. Бельмачовка с. Бережовка с. Боярщина с. Буды с. Буромка с. Веприк с. Верескуны с. Вишнёвка с. Власовка с. Вороновка с. Гейцы с. Гмырянка с. Городня | с. Грабов с. Гужовка с. Дзюбовка с. Довбни с. Дорогинка пгт Дружба с. Загон с. Заудайка с. Зинченково с. Зоцовка с. Ивангород с. Иваница с. Иржавец с. Иценков г. Ичня пос. Качановка с. Киколы с. Ковтуновка пос. Коломийцево с. Комаровка | с. Коршаки с. Крупичполе пос. Куликовка с. Купина пос. Луговое с. Лучковка с. Лысогоры с. Максимовка с. Мартыновка с. Монастырище с. Новая Ольшана с. Новый Подол с. Однольков с. Ольшана пгт Парафиевка с. Пелюховка с. Петрушовка с. Припутни с. Пролески с. Рожновка | с. Сваричевка с. Сезьки с. Селихов пос. Софиевка с. Степь с. Ступаковка с. Тарасовка с. Тишковка с. Томашовка пос. Тростянец с. Хаенки с. Хаиха с. Червоное пос. Шевченко с. Шиловичи с. Щуровка с. Южное |

#### Ликвидированные населённые пункты[7]
| с. Василевка | с. Лозовое | пос. Римы |

### Экономика
Ичня и Парафиевка — крупные промышленные центры района. Ведущие отрасли: легкая (швейная отрасль) и пищевая (отрасли — сахарная, маслосыродельная, молочная и спиртовая). Аграрный сектор представлен мясо-молочным скотоводством, свиноводством, культивацией зерновых культур, сахарной свеклы и табака. На юге района добывают нефть.

## Транспорт
Через район пролегает ж/д ветка направления Бахмач-Прилуки, длиной 40 км. Ж/д станции: Бильмачевка, Рожновка, Ичня, Августовский, Ост.п. 720 км, Коломейцево. Через район проходят главные трассы Т-2524, Т-2527, Т-2501 и Т-2515. К 2006 г. три села (Васильевка, Лозовое и Римы) были сняты с учёта — обезлюдели.

## Достопримечательности
На западе расположены значительные лесные массивы. В 2004 г. Указом Президента Украины был создан Ичнянский национальный природный парк. Также на территории района расположена Качановка — национальный историко-культурный заповедник, созданный в 1981 г и государственный дендрологический парк «Тростянец» НАН Украины.

## Археология
В районе расположен ряд археологических памятников:
| Археологический памятник                                | Количество | Местонахождение                              |
| ------------------------------------------------------- | ---------- | -------------------------------------------- |
| Поселения эпохи неолита                                 | 1          | Гужовка                                      |
| Поселения эпохи бронзы                                  | 1          | Монастырище                                  |
| Курганы с погребениями эпохи бронзы                     | 2          | Иваница, Монастырище                         |
| Курганы с погребениями скифских времён 7-2 вв. до н. э. | 3          | Гужовка, Дорогинка, Иваница                  |
| Поселения ранних славян черняховской культуры 2-6 вв.   | 1          | Иржавец                                      |
| Клады римских монет                                     | 2          | Гужовка, Припутни                            |
| Городища периода Киевской Руси                          | 5          | Веприк, Городня, Гужовка, Дорогинка, Ольшана |

## Интересные факты
- Местные жители села Ивангород (немногие) живут в избах сделанных из самана по классической технологии древних жителей обитавших в этих местах. Внутреннее убранство этих домов весьма интересно, и может заинтересовать путешественника.
- Один из близлежащих населённых пунктов является село Ивангород. Школу в этом селе посещал сам Лев Толстой (о чём свидетельствует мемориальная таблица на фасаде здания). Также в местном доме культуры был великолепный музей посвящённый великому художнику Николаю Николаевичу Ге.
- Есть интересная народная легенда согласно которой герб района разработал еврей-фабрикант который долгое время жил в Швейцарии, это якобы объяснят крест такой же как и на флаге Швейцарии и звезду Давида под ним. На самом деле этому нет ни каких достоверных подтверждений, герб в действительности имеет отношение к казацкому гербу времен Запорожской Сечи.

## Известные люди

### В районе родились
- Ревуцкий, Лев Николаевич (1889—1977) — композитор, народный артист СССР (1944).
- Басанец Петр Алексеевич — украинский живописец и график, Народный художник Украины.
- Шевченко, Виталий Федорович (р. 1954) — писатель и общественный деятель, народный депутат Украины 2, 3 и 4 созывов, председатель Национального совета Украины по вопросам телевидения и радиовещания.
- Семенченко, Анатолий Алексеевич (р. 1954) — харьковский политик, бывший глава Харьковской областной (краевой) организации Народного Руха Украины, главный редактор харьковской областной газеты «Нова Доба».